# VIIe législature de la République italienne
La VIIe législature de la République italienne (en italien : La VII Legislatura della Repubblica Italiana) est la législature du Parlement de la République italienne qui a été ouverte le 5 juillet 1976 et qui s'est fermée le 19 juin 1979.

## Gouvernements
- Gouvernement Andreotti III
  - Du 29 juillet 1976 au 11 mars 1978
  - Président du Conseil des ministres d'Italie : Giulio Andreotti (DC)
  - Composition du gouvernement : DC
- Gouvernement Andreotti IV
  - Du 11 mars 1978 au 20 mars 1979
  - Président du Conseil des ministres d'Italie : Giulio Andreotti (DC)
  - Composition du gouvernement : DC
- Gouvernement Andreotti V
  - Du 20 mars 1979 au 4 août 1979
  - Président du Conseil des ministres d'Italie : Giulio Andreotti (DC)
  - Composition du gouvernement : DC, PRI, PSDI

## Chambre des députés
| Groupe parlementaire | Nombre de sièges |
| -------------------- | ---------------- |
| DC                   | 262/630          |
| PCI                  | 229/630          |
| PSI                  | 57/630           |
| MSI-DN               | 35/630           |
| PSDI                 | 15/630           |
| PRI                  | 14/630           |
| DP                   | 6/630            |
| PLI                  | 5/630            |

### Composition du bureau
| Fonction        | Titulaire | Titulaire                                  | Parti  |
| --------------- | --------- | ------------------------------------------ | ------ |
| Président       |           | Pietro Ingrao                              | PCI    |
| Vice-présidents |           | Luigi Mariotti                             | PSI    |
| Vice-présidents |           | Oscar Luigi Scalfaro                       | DC     |
| Vice-présidents |           | Pietro Bucalossi                           | PRI    |
| Vice-présidents |           | Virginio Rognoni (jusqu'au 13 juin 1978)   | DC     |
| Vice-présidents |           | Maria Eletta Martini (dès le 21 juin 1978) | DC     |
| Questeurs       |           | Carlo Molè                                 | DC     |
| Questeurs       |           | Mario Ferri (jusqu'au 8 mai 1978)          | PSI    |
| Questeurs       |           | Aldo Venturini (dès le 14 juin 1978)       | PSI    |
| Questeurs       |           | Aldo D'Alessio                             | PCI    |
| Secrétaires     |           | Carmen Casapieri                           | PCI    |
| Secrétaires     |           | Franco Coccia                              | PCI    |
| Secrétaires     |           | Maria Magnani Noya                         | PSI    |
| Secrétaires     |           | Alessandro Reggiani                        | PSDI   |
| Secrétaires     |           | Danilo Morini                              | DC     |
| Secrétaires     |           | Carlo Stella                               | DC     |
| Secrétaires     |           | Antonio Mazzarino                          | PLI    |
| Secrétaires     |           | Angelo Nicosia                             | MSI-DN |

## Sénat
| Groupe parlementaire | Nombre de sièges |
| -------------------- | ---------------- |
| DC                   | 135/315          |
| PCI                  | 116/315          |
| PSI                  | 30/315           |
| MSI-DN               | 15/315           |
| PSDI                 | 7/315            |
| PRI                  | 7/315            |
| DP                   | Aucun            |
| PLI                  | 2/315            |